# Dolné Obdokovce
Dolné Obdokovce – wieś i gmina (obec) w powiecie Nitra, w kraju nitrzańskim na Słowacji. Znajduje się na wschód od Nitry nad brzegami Obdokovskiego potoku na Nizinie Naddunajskiej. 